# Meilenstein (Oranienbaum)

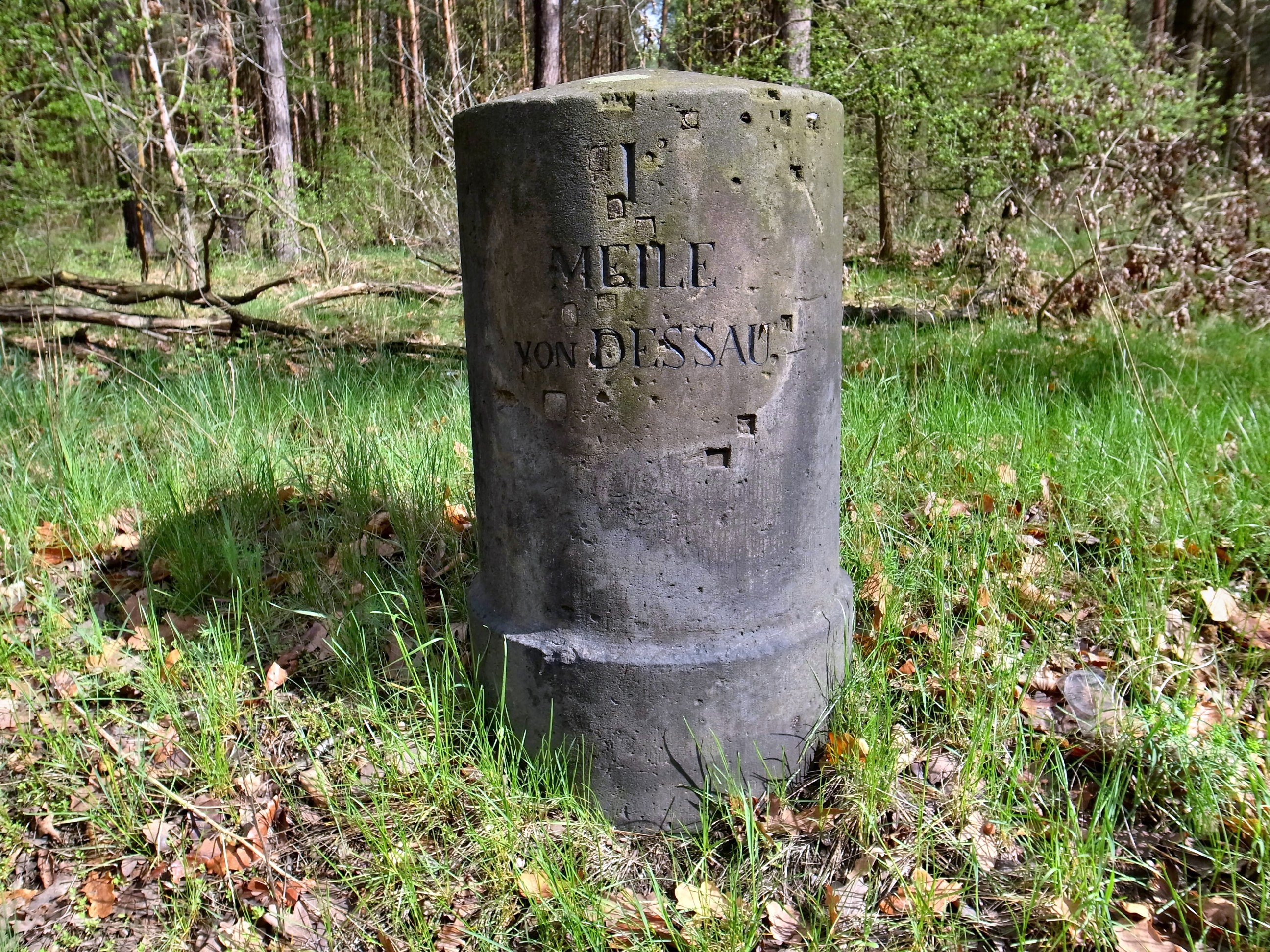
Meilenstein bei Oranienbaum

Der Meilenstein bei Oranienbaum ist ein Kleindenkmal in der Stadt Oranienbaum-Wörlitz im Landkreis Wittenberg in Sachsen-Anhalt. Er steht unter Denkmalschutz und ist im Denkmalverzeichnis mit der Erfassungsnummer 094 40416 eingetragen.

## Lage
Zwischen Mildensee und Oranienbaum in der Nähe des Forsthauses Kapen an der Bundesstraße 107 an der nördlichen Straßenseite.

## Geschichte und Gestalt
Kurz nach dem Jahr 1850 wurden in Anhalt Meilensteine entlang der wichtigeren Straßen in regelmäßigen Abständen aufgestellt. Ihr Zählung beginnt am Residenzschloss Dessau. Anhalt-Dessau hatte bereits im Jahr 1841 die preußische Meile als Längenmaß eingeführt. Da es sich um Ganzmeilensteine handelte, wurden sie in genau diesen Abständen aufgestellt, die 7532 Metern entsprechen. In den frühen 1870er Jahren wurde das Land zweimal neu vermessen, die Steine zunächst auf 7500-Meter-Distanz gesetzt, dann auf 10-Kilometer-Distanz.
Ob diese zweifache Umsetzung lokal immer erfolgt ist, lässt sich nicht sicher nachweisen. Da der Stein mit der Inschrift I / Meile / von Dessau heute 7 Kilometer vom Nullpunkt entfernt steht, ist er offenbar später als Kilometerstein benutzt worden, was sich auch für den Stein bei Roßlau nachweisen lässt. Der graue Sandstein ist wie alle anhaltischen Meilensteine als Rundsockelstein ausgeformt worden, was auch in Preußen der gängige Meilenstein-Typ der Zeit war.